# Anthenea godeffroyi
Anthenea godeffroyi är en sjöstjärneart som beskrevs av Doderlein 1915. Anthenea godeffroyi ingår i släktet Anthenea och familjen Oreasteridae. Inga underarter finns listade i Catalogue of Life.